# 彼拉芒塔山

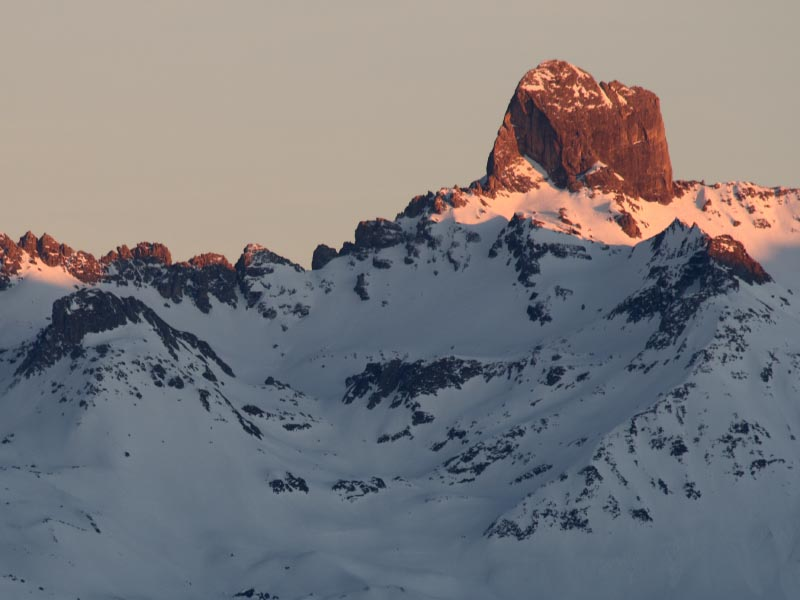

45°38′17″N 06°39′03″E / 45.63806°N 6.65083°E
彼拉芒塔山（法語：Pierra Menta），是法國的山峰，位於該國東南部，由奧文尼-隆-阿爾卑斯大區負責管轄，屬於博福爾坦山的一部分，海拔高度2,714米，人類在1922年首次登頂。